# 金吉旭
金吉旭（キム・キルウク, 朝: 김길욱、1928年頃 - 2018年3月13日）は、大阪朝鮮初級学校の元校長。1980年（昭和55年）6月に起こった原敕晁拉致事件（辛光洙事件）の実行犯の一人。大阪で調理師をしていた原敕晁（当時43歳）は辛光洙・金吉旭らに騙され、宮崎県青島海岸に連れてこられ、辛の背乗りのために拉致されて北朝鮮に送られた。日本政府は長らく国際手配していたが、大韓民国政府より数年前に死亡した旨の情報が日本政府に通知されていたことが2023年10月に報じられた。

## 辛光洙事件
金吉旭は1976年、高基元（朝鮮中央芸術団の元メンバー）の紹介で北朝鮮工作員の辛光洙（通称「坂本」）と知り合った。辛光洙の配下となった金は1977年、民団（在日本大韓民国民団）に偽装転向する一方、北朝鮮に入国して朝鮮労働党への入党が認められ、約1カ月の工作員教育を受けた。ここで、辛光洙はいったん関東に戻り、金吉旭は辛の後任として「大山」を名乗る工作員と引き合わされた。
1980年に拉致被害にあった原敕晁は、在日朝鮮人の李三俊（星山俊夫）が経営する大阪市生野区鶴橋の中華料理店「宝海楼」にコックとして働いていた。辛光洙は、1973年（昭和48年）に日本に密入国して以来、何度も北朝鮮との間を往復し、在日朝鮮人を工作員として組織する一方、韓国についての情報を集めるなどの職務に就いていた。辛は李三俊に、未婚で親類縁者がなく、日本のパスポートを一度も発給されたことがなく、前科もなくて顔写真や指紋が当局にとられていない、また、借金や銀行預金がなく、長期間行方不明になっても騒がれる心配がない、45歳から50歳くらいの日本人男性を探せという指示を出した。李三俊は、自身が経営する鶴橋・千日前通の「宝海楼」の従業員原敕晁に目をつけた。原が独身で身寄りがないと思われていたからであった。李三俊は原に「いつまでもこの仕事ではきついだろう。知り合いに事務職を募集している会社があるから、そちらに行ってみてはどうか」と持ちかけ、貿易会社の社員になることを勧めた。
こうして「貿易会社」による原敕晁の面接がおこなわれることになったが、貿易会社の重役として辛光洙らとともに臨んだのが大阪朝鮮初級学校元校長の金吉旭であった。金吉旭自身は、日本人で45歳から50歳くらいの男性と20歳くらいの女性の拉致を命じられていた。金吉旭もまた、多くの候補者を物色して辛光洙に提出していた。
李三俊と原が夜行列車で大阪駅を発つとき、また、2人が別府駅から日豊本線の特急列車に乗るとき、いずれも金吉旭は辛光洙と行動をともにし、李と原を監視しつつ同じ列車に乗り込んだ。4人は宮崎県宮崎市の青島海岸で合流、酒宴をひらいたのち、金は辛とともに酔わせた原を浜辺の散歩に連れ出し、そこで4人の戦闘員に引き渡した。戦闘員4人は原に猿ぐつわを噛ませたうえで大きな袋を彼にかぶせてボートに乗せ、工作船に乗り換えて彼を北朝鮮の南浦連絡所に連行した。1980年6月のことであった。
民団への偽装転向後、正式に韓国籍を入手した金吉旭は、1980年8月から1985年4月にかけて17回にわたって韓国に入国し、現地で知り合った女性に喫茶店をやらせるなど、対南工作の拠点づくりにいそしんだ。
辛光洙が1985年にソウルで逮捕されたのち、済州島に移り住んでいた金吉旭を取材したのは朝日放送テレビの石高健次であった。金吉旭は石高の取材に対し、自分が拉致実行犯であることを認めたが、その際、地面にうずくまって号泣し、慙愧に耐えない様子であったという。ジン・ネット（番組制作会社）の北朝鮮問題取材班もまた3度にわたって金吉旭に取材を申し込んだが、いずれも拒否された。しかし、取材を振り切って自宅内に逃げ込もうとする金吉旭に「宮崎で原さんを拉致しただろう」とジン・ネット取材班のメンバーが詰め寄ると、彼は苦し紛れに「おれは別府までしか行ってない」と答えたという。金の代わりに出た韓国人の妻は「逮捕されてからずっと精神不安定で、事件のことを思い出すと、頭が狂ったようになってしまう。もうそっとしてほしい」と取材班に哀訴した。
日本の警視庁公安部は「宝海楼」の家宅捜索を実施後、2006年（平成18年）に工作員の辛光洙と共犯者の金吉旭を国際手配、その後の調べで、辛らに資金を提供するなどして拉致を指示した対外情報調査部副部長の姜海龍を2011年に国際手配し、北朝鮮に対し所在の確認と身柄の引き渡しを要求している。なお、ジン・ネットの取材によれば、日本にのこった李三俊らは事情聴取すらされた形跡がなく、事件前同様「宝海楼」を営業していたという。
2023年（令和5年）10月24日、日本政府がその1年ほど前に韓国政府より、同国で服役していた金吉旭が数年前に死亡したとの通知を受け取っていたことが読売新聞によって報じられた。日本の警察当局は事態の急変に備え逮捕状を更新し続けていたが、ついに執行されることはなかった。以降は死亡診断書といった証拠書類を求める捜査共助の手続きを行い、死亡が確認され次第、容疑者死亡のまま書類送検する予定。日本政府が一連の拉致事件で国際手配した11人のうち、死亡が確認されたのはこれが初である（残る10人は全員北朝鮮に滞在しているものと目されている）。同年11月22日、警視庁公安部は金吉旭が2018年3月13日に90歳で死亡していたことを確認したと発表した。国際刑事警察機構を通じて韓国警察から正式に連絡があったという。2024年（令和6年）4月2日、日本の警視庁公安部は金吉旭の死亡確認を理由に国際手配を解除し、逮捕状を裁判所に返還したと発表した。

## 朝鮮学校の元校長
金吉旭が朝鮮学校の元校長であったことについては、教え子を使ってヘロイン密輸を計画した広島朝鮮初中高級学校高級部の金徳元、覚醒剤の密輸入で国際手配されている下関朝鮮初中級学校（現・山口朝鮮初中級学校）の元校長曹奎聖など、学校が犯罪の拠点として用いられている事実が指摘されており、日本国内では朝鮮学校の無償化に反対の声もあがっている。